# إرينا يامازاكي
إرينا يامازاكي (باليابانية: 山崎依里奈؛ بالكانا: やまざき えりな) هي مؤدية صوت يابانية، ولدت في 10 مارس 1974 في طوكيو في اليابان.

## روابط خارجية
- إرينا يامازاكي على موقع IMDb (الإنجليزية)
- إرينا يامازاكي على موقع ANN person (الإنجليزية)